# 紅冠雙線䲁
紅冠雙線䲁（學名：Enneapterygius rufopileus），為輻鰭魚綱䲁形目三鰭䲁科雙線䲁屬的一個種，埃德加·雷文斯伍德·韋特於1904年對其進行了描述，分布於西南太平洋澳洲、新喀里多尼亞、斐濟、東加海域，深度0至6公尺，本魚體型小呈圓柱狀，眼眶上具有觸鬚，雌雄兩性的身體都是半透明的灰色，鱗片的邊緣從粉紅色到深紅棕色不等，粉紅色邊緣的鱗片沿背部形成斑點，尾鰭基部有白色橫帶，雌魚頭部褐色，面頰上有白色小斑點，下唇和上唇後部紅色；雄魚頭部下部為黑色，但下唇至上顎末端為鮮紅色，鰓蓋上為紅色，背鰭3個，雌魚第一背鰭比第二背鰭短50%，背鰭硬棘13-17枚、背鰭軟條8-12枚、臀鰭硬棘1枚、臀鰭軟條16-21枚，體長可達4.5公分，棲息在水淺的潮池，以腹足類為食，雌魚產附著性卵在藻類築的巢，雄魚會守護卵，幼魚為浮游性，生活習性不明。